# Jîrivske, Jîdaciv
Jîrivske (în ucraineană Жирівське) este un sat în comuna Oblaznîțea din raionul Jîdaciv, regiunea Liov, Ucraina.

## Demografie
Componența lingvistică a localității Jîrivske
     Ucraineană (98,72%)
     Alte limbi (1,28%)
Conform recensământului din 2001, majoritatea populației localității Jîrivske era vorbitoare de ucraineană (98,72%), existând în minoritate și vorbitori de alte limbi.